# 補部
補部（ほぶ、英：complement）は、統語論において、主要部と密接な関係にあり、主要部を補って句を完成させる構成素。学校文法の補語も complement の訳語だが、異なる概念である。英語圏においても、言語学と学校文法の間で、定義・適応範囲が異なる。両者に共通するのは、 complement は別の語句の意味を補う（完成させる）ために必要な語句だということである。本項では主に、言語学における complement 、すなわち補部について述べる。
補部とは、項のうち、主要部と同じ句の内側にあるものを指す。Xバー式型においては、主要部と補部は姉妹関係にあり、ともにX’を成す。補部は主要部によって選択され、その種類と数は主要部の性格によって決定する。
一方、付加部（adjunct）は、主要部が選択する語句ではなく、随意的な要素である。Xバー式型においては、上記のX’と姉妹関係にあり、ともに上位階層のX’を成す。

## 伝統文法における補語
伝統的な学校文法においては、英語の基本文型のうち、第2文型（S+V+C）のCが主格補語（subject complement）、第5文型（S+V+O+C）のCが目的格補語（object complement）と呼ばれる。
主格補語の例
- Ryan is upset.
- Rachelle is the boss.
- Marie is the treasurer.

目的格補語の例
- That made Michael lazy.
- We call Rachelle the boss.
- The class appointed Marie treasurer.

この定義における”補語”は、学校文法では広範囲にわたって用いられているが、現代言語学における”補部”とは異なる用語である。

## 言語学における補部
生成文法（Xバー理論など）では、主要部を補い、完成させる語句を補部という。主要部が動詞なら、その目的語として機能している名詞句が補部の例として挙げられる。なお、主語名詞句と目的語名詞句は、ともに主要部動詞が選択する項であるが、主語は通常、補部とはみなされない。また、名詞句以外の句も補部になれる。
”＊”＝非文
目的語＝補部の例
- He wiped the counter.
- ＊He wiped.
- She scoured the tub.
- ＊She scoured.

名詞句 the counter は動詞 wiped の意味を完成させるために必要であり、 the tub は scoured の意味を完成させるために必要である。よって、 the counter と the tub はそれぞれ補部である。

### 補部の数と種類
Xバー理論では、あらゆる種類の句に補部が入るべき位置が存在する。主要部の性格により、ゼロ、1つ、あるいは複数の補部を取る。また、補部は名詞句・形容詞句・接置詞句など、さまざまな形を取る。補部そのものも句であり、その内部にも主要部＋補部の構造が存在する。 that や whether などで導かれる節や、to不定詞節の形になっている補部は、補文（complementizer clause または complementizer phrase 、略して CP）とも呼ばれる。その場合、 that や whether は補文の主要部であり、補文標識または補文マーカー（complementizer）と呼ばれる。日本語では、例えば「僕は、ジョンがメアリーを愛していると思う」の「と」が補文マーカーで、「ジョンがメアリーを愛していると」が補文である。
なお、伝統文法において動詞を他動詞・自動詞に分類する方法は、あくまでも目的語を取るかどうかの違いだけであり、ゼロ補部＝自動詞というわけではない。
1つの補部を取る例
次の各例ではそれぞれ、[ ]という句（VP＝動詞句、NP＝名詞句、AP＝形容詞句、PP＝前置詞句）において、斜字が主要部、太字が補部である。補部の内部が主要部＋補部という多重構造になっているものもあるが、ここでは1階層分のみ示す。
- John [VP loves Mary very much ].
- Mary [VP hit John with a stick ].
- I [VP want a drink ].
- I [VP want to go home ].
- I [VP want my son to study harder ].
- We [VP really think that linguistics is interesting ].
- They [VP doubted whether Linda was telling the truth ].
- I [VP believe that Peter is a liar ].
- I [VP believe Peter to be a liar ].
- She [VP strongly believes in his innocence ].
- This problem [VP seems difficult ].
- John is [AP very interested in linguistics ].
- Mike is [AP afraid of ghosts ].
- Diane is [AP fond of movies ].
- Does Mary understand [NP our need for secrecy ]?
- Jane [VP studies physics ].
- Jane is [NP a student of physics ].
- Jane bought [NP a book on physics ].
- [NP Paul's desire for justice ]
- [PP on the desk ]
- [PP after the game ]

want や believe などのように、補部が異なる種類の句になることもあるが、補部の数そのものは変わらない。
```
      VP
    /  |
 spec  V'
       |  \
       V  comp

```

[VP studies physics ] と [NP a student of physics ] を、Xバー式型で比較すると、節点のラベルは異なるものの、基本的に同じツリー構造を持っている。
```
      VP                       NP
    /  |                     /  |
 spec  V'                 spec  N'
  |    |  \                |    | \
  Ø    V   NP (comp)      Det   N   PP (comp)
       |     |             |    |    |
    studies physics        a student P'    
                                     | \
                                     P  NP
                                     |   |
                                    of physics

```

複数の補部を取る動詞の例
次の各例では、斜字が主要部、 < > が補部である。
- John [VP gave < Mary > < a book > ].
- The children [VP put < their toys > < on the table > ].
- Tom [VP sent < a package > < to his mother > ].
- William [VP sold < a computer > < to Lucy > < for $500 > ].

### 補部か付加部か
付加部（adjunct）、いわゆる修飾語は、随意的に起生する語句であり、補部ではない。句の形そのものからは、補部か付加部かが判断しにくいこともあるが、省略可能かどうかということが1つの目安になる。
以下はそれぞれ、 a. の斜字部分が付加部である。それを取り除いた b. も非文ではないため、句や文を完成させるためには不要であることがわかる。
- a. right after the game
- b. after the game
- a. fix the bike tomorrow
- b. fix the bike
- a. the old house
- b. the house
- a. Stop immediately!
- b. Stop!
- a. Jill likes Jack.
- b. Jill really likes Jack.
- b. Jill likes Jack most of the time.
- b. Jill likes Jack when the sun shines.
- b. Jill likes Jack because he's friendly.

前置詞句はしばしば、付加部として用いられることがあるが、補部になることもある。以下、斜字が付加部、太字が補部である。後者を除くと非文になる。
- Sam put the pen on the chair.
- ＊Sam put the pen.
- Mary gave it to me.
- ＊Mary gave it.
- Children are playing baseball in the park.
- Children are playing baseball.

補部によっては（ニュアンスは変わるものの）省略が可能である。しかし、その場合でも、付加部に比べて主要部との密接性が高いという特徴がある。それはXバー式型において、補部が付加部よりも内側にあるという解析と合致する。以下の例では、2つの前置詞句のうち、「of biology」が名詞「student」の本質的な要素を表しており、「with blond hair」は付随的な要素である。すなわち、前者の方が主要部名詞との密接性が高く、Xバー構造でも近い位置にある。そのため、2つの前置詞句の順番を入れ替えると非文になる。
- a student
- a student of biology
- a student with blond hair
- a student of biology with blond hair
- ＊a student with blond hair of biology

また、補部と付加部はXバー式型で異なる階層にある構成素なので、等位接続することはできない。
- a student of physics and of biology
- a student with blond hair and with blue eyes
- ＊a student of physics and with blond hair

### 広義の補部
主語項をも補部とみなす立場もある。その場合、補部と項が同義になる。次の例における He と She は subject complement（主語補部）、 the counter と the tub は object complement（目的語補部）として区別されるが、それぞれ、主格補語と目的格補語とは意味が異なることに注意。
- He wiped the counter.
- She scoured the tub.

さらに広義では、別の表現を”完成”させるために必要な表現は全て補部とみなす立場もある。この解釈による補部は、項である必要さえない。
- with the class
- Jim will help.
- Chris gave up.
- as a friend